# Ensayo sobre Poesía dramática
Essay of Dramatic Poesy (en español, Ensayo sobre Poesía Dramática) por John Dryden fue publicado en 1668. Se escribió probablemente durante el año de la plaga de 1666. Dryden retoma el tema que Philip Sidney había adelantado en su Defence of Poesie (Defensa de la poesía) (1580) e intenta justificar el teatro como una forma de arte legítima.
El tratado es un diálogo entre cuatro personas: Eugenius, Crites, Lisideius, y Neander. Los cuatro representan al Conde de Dorset, Sir Robert Howard, Sir Charles Sedley, y el propio Dryden. El día en que las flotas inglesa y holandesa comenzaron a luchar en la desembocadura del Támesis, los cuatro amigos embarcan en un bote para ver la batalla. Conforme remite la batalla, los cuatro hombres hablan del teatro en francés y en inglés. En particular, están preocupados por la obsesión francesa neoclásica con obedecer las reglas clásicas de las tres unidades, prescritas por la Poética de Aristóteles, interpretadas por la escuela renacentista italiana de crítica. También discuten sobre la utilidad y la admisión de la rima en el teatro. El argumento general es que las unidades deben obedecerse siempre que sea posible, pero descartarse cuando sea necesario. Los hablantes comparan a Ben Jonson, quien escribió obras "regulares" que obedecían todas las reglas clásicas, con William Shakespeare, que se salta las reglas y viola el decoro con gran abandono. Dryden se inclina por Shakespeare.
En términos de teoría literaria, Dryden intentaba justificar en especial el teatro, como opuesto a la poesía épica o la tragedia. Como con sus prefacios, Dryden busca establecer un terreno en el que la escena inglesa, que había abandonado las estrictas divisiones de la teoría clásica, pudiera quedar legitimado.